# サクラ (Leadの曲)
「サクラ」は、日本の3人組男性ダンスボーカルグループ、Leadの23枚目のシングル。2014年2月26日にポニーキャニオンより発売された。

## 概要
Leadにとって初の桜ソング。初回盤A、B、Cと通常盤の全4形態で発売されており、初回盤の3曲目はそれぞれ収録曲が異なっている。また、DVDでもA、Bでそれぞれ内容が異なり、Bではカップリングに収録されている「With U」のレコーディング風景を収録している。

## 収録曲
初回盤A
1. サクラ
2. With U
3. 茜色染まるころ
4. サクラ (Instrumental)
5. With U (Instrumental)
6. 茜色染まるころ (Instrumental)

初回盤B
1. サクラ
2. With U
3. Just do it
4. サクラ (Instrumental)
5. With U (Instrumental)
6. Just do it (Instrumental)

初回盤C
1. サクラ
2. With U
3. Can't Stop Loving You
4. サクラ (Instrumental)
5. With U (Instrumental)
6. Can't Stop Loving You (Instrumental)

通常盤
1. サクラ
2. With U
3. サクラ (Instrumental)
4. With U (Instrumental)

### DVD
初回盤A
1. サクラMusic Video
2. サクラMusic Video OFF SHOT

初回盤B
1. サクラMusic Video Dance Ver.
2. With U Recording Document